# Baya de goji

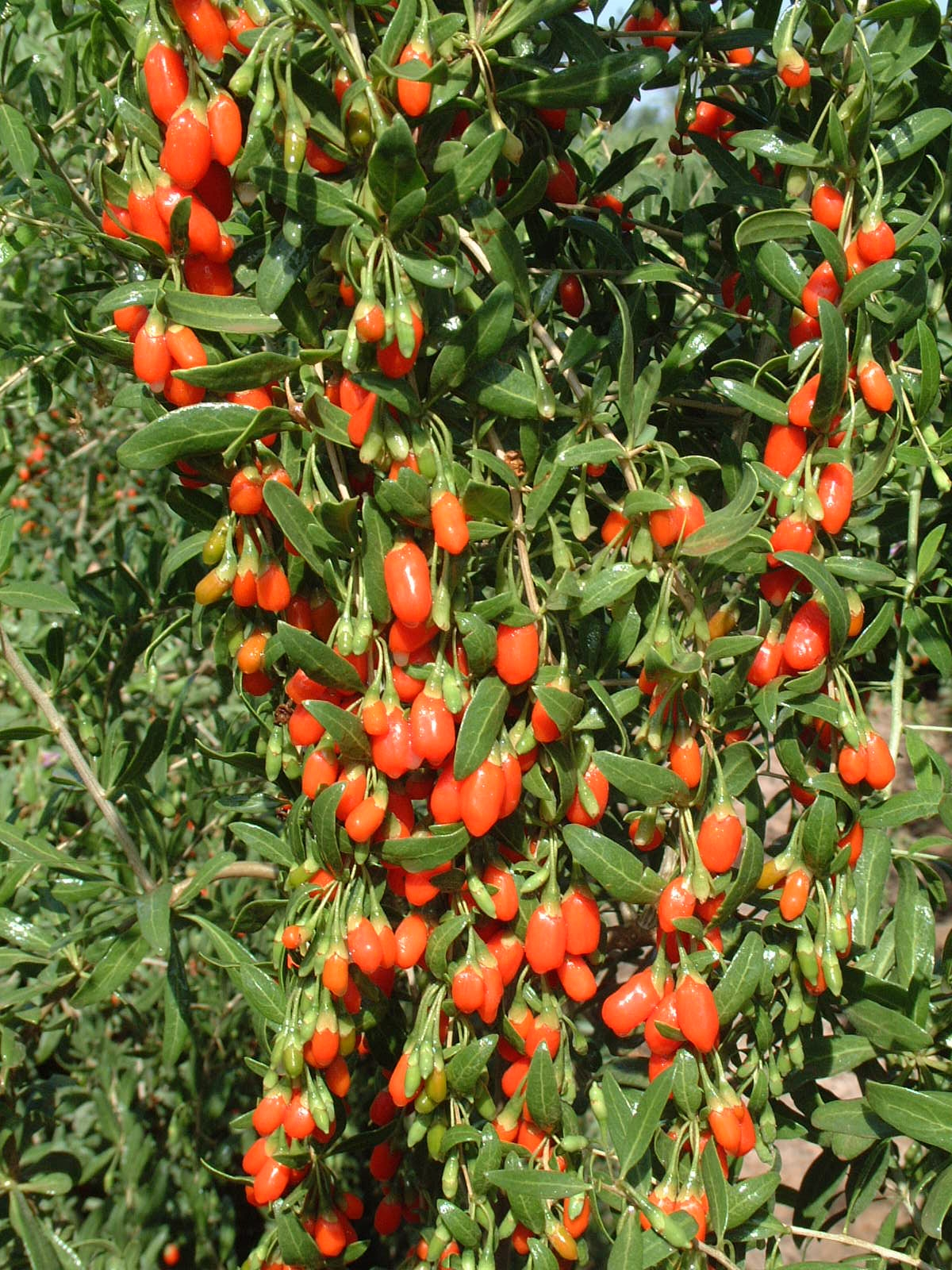
Bayas de Lycium barbarum (Gojis de Ningxia).

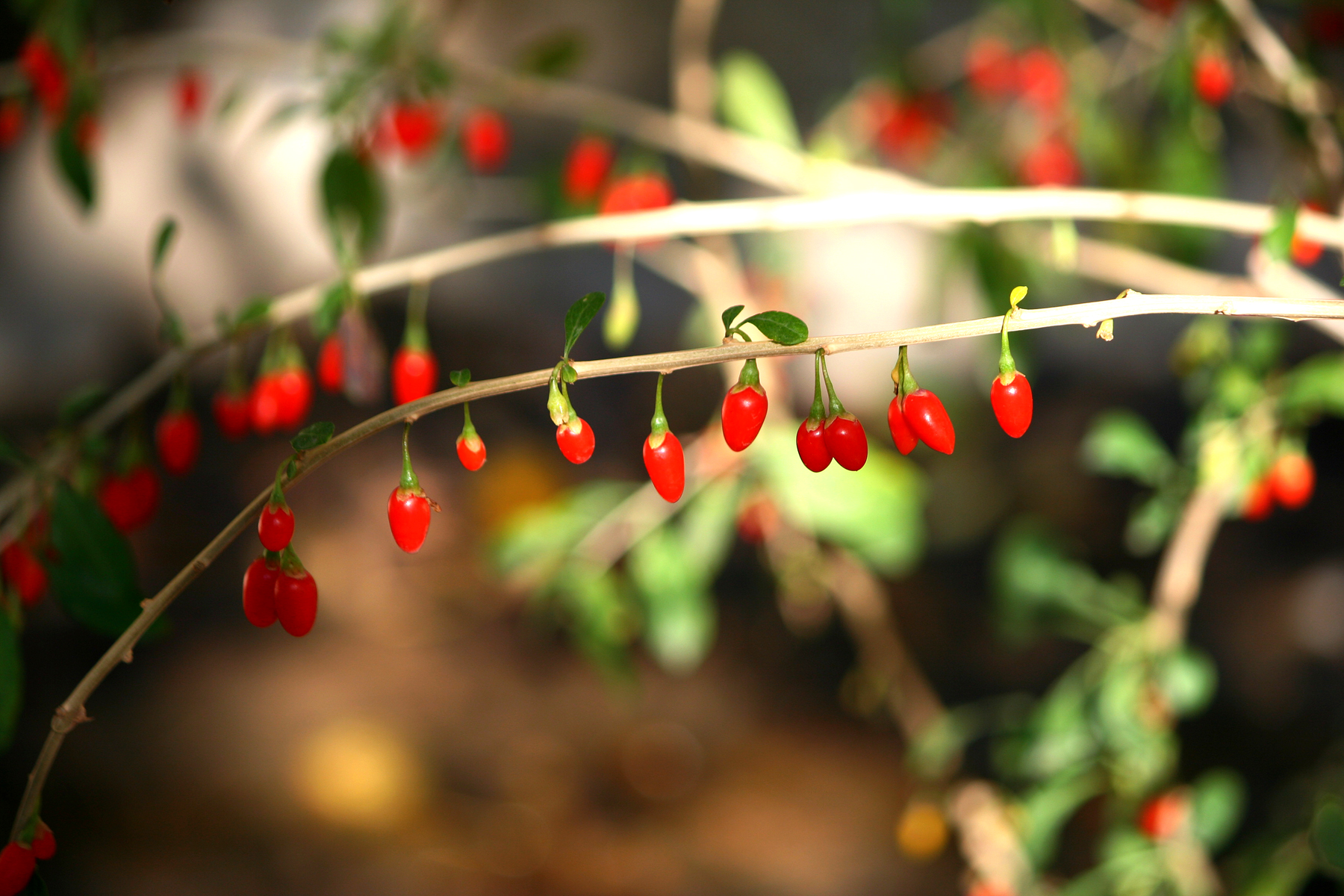
Bayas de Lycium chinense (Gojis de China).

Las bayas de goji (también conocido como cereza de Goji, cereza del Tíbet, Baya de Goji Tibetana) son el fruto del Lycium barbarum o del Lycium chinense, dos especies cercanas de espino blanco (Lycium) en la familia de las solanáceas.
Ambas especies son nativas de Asia, y han sido usadas en la cocina tradicional de ese continente. Sus frutos son similares, pero pueden distinguirse por una pequeña pero significante diferencia en el sabor, el contenido de azúcar y el contenido del aminoácido Betaina.
Esta fruta también ha sido utilizada en la medicina tradicional de China, Corea, Vietnam y Japón, desde al menos el siglo tercero después de Cristo. La parte de las plantas son llamadas por sus nombres en latín lycii fructus (fruta), herba lycii (hojas), etc., en las farmacopeas oficiales modernas.
Desde aproximadamente el año 2000, las bayas de goji se han vuelto comunes en Occidente como alimentos saludables, suplementos alimenticios y medicamentos de medicina alternativa.